# Max Kaeseberg
Max Kaeseberg (* 27. Juni 1857 in Danzig, Königreich Preußen; † 5. Januar 1908 in Berlin) war ein deutscher Schriftsteller.

## Leben und Wirken
Max Kaeseberg war der jüngste Sohn des jüdischen Danziger Fabrikbesitzers Wilhelm Kaeseberg. Er wurde Kaufmann und siedelte später nach Berlin über, wo er als Schriftsteller und Privatgelehrter lebte.
Max Kaeseberg veröffentlichte zwei Romane über das Leben in der deutschen Ostmark (Provinzen Westpreußen und Posen), in denen er polemisch deutschnationale Positionen vertrat und unter anderem die  polnische Bevölkerung der Undankbarkeit gegenüber der preußischen Herrschaft bezichtigte.
- Trotteltown. Aus den Aufzeichnungen eines Schiffskapitäns, Göttingen 1904
- Die Wacht an der Weichsel, 1906
- Am Alten Markt zu Posen, 1907
- Humoresken, Wien 1913